# Daniel Wells Jr.
Daniel Wells Jr. (West Waterville, 16 de julio de 1808 - Milwaukee, 18 de marzo de 1902) fue un político estadounidense que se desempeñó como miembro de la Cámara de representante de Estados Unidos por Wisconsin

## Biografía
Nacido en West Waterville (ahora Oakland), Maine, Wells asistió a las escuelas públicas y se convirtió en maestro. Tiempo después se dedicó al negocio mercantil en Palmyra, Maine. Luego se mudó a Milwaukee, Wisconsin en 1838 y se dedicó a actividades bancarias. Fue nombrado juez de sucesiones de Milwaukee en 1838. Se desempeñó como miembro del Consejo Territorial de Wisconsin en 1838-1840.
Wells fue elegido demócrata en los congresos trigésimo tercero y trigésimo cuarto (4 de marzo de 1853 - 3 de marzo de 1857). Representó al 1.º distrito congresional de Wisconsin. Se desempeñó como presidente del Comité de Gastos del Departamento de Estado (trigésimo tercer Congreso). Wells no fue candidato a la nueva designación en 1856.
Posteriormente se dedicó al desarrollo de ferrocarriles y se desempeñó como: director de Chicago, Milwaukee & St. Paul Railroad en 1865 y 1866 y presidente de La Crosse & Milwaukee Railroad, Southern Minnesota Railroad y St. Paul & Minnesota Valley Railroad. Wells falleció en Milwaukee el 18 de marzo de 1902 y fue enterrado en el cementerio Forest Home.